# Я дышу
«Я дышу» (фр. Respire) — фильм французского режиссёра Мелани Лоран, экранизация одноимённого романа Анн-Софи Брасм. Картина была показана в рамках Каннского кинофестиваля 2014 года.

## Сюжет
Главная героиня Шарли — девушка-подросток, ученица старшей школы, чьи родители разводятся. В школе ей поручают опекать новую одноклассницу Сару, которая якобы недавно переехала из Нигерии, где работала её мать. Девушки быстро находят общий язык и становятся неразлучными. Во время празднования Дня всех святых Шарли приглашает Сару провести время с её семьёй.
На отдыхе отношение Сары к Шарли внезапно меняется. Она начинает порой холодно относиться к подруге. По возвращении к учёбе она игнорирует Шарли и не отвечает, что произошло. Шарли начинает подозревать о лжи Сары о её семье, о чём говорит их общим друзьям. В ответ Сара угрожает рассказать о проблемах в семье Шарли. Чтобы узнать правду, Шарли следует за Сарой из школы до её дома, где видит её мать-алкоголичку. Позже на новогодней вечеринке Шарли рассказывает Саре об увиденном. Сара угрожает убить её, если она расскажет кому-нибудь. Они перестают быть подругами. После этого Сара делится с окружающими подробностями интимной жизни бывшей подруги и рисует в школе оскорбительное граффити. Однако Шарли ничего не предпринимает, чтобы остановить происходящее.
В конце концов заплаканная Сара приходит домой к Шарли. Её мать избила её, и она чувствует, что ей больше некуда идти. Шарли охотно прощает её, говоря, что была расстроена только из-за их разлуки. Однако на следующий день в школе Сара снова игнорирует её и даже отдаёт другой девушке ожерелье, подаренное ей матерью Шарли. Позже Сара приходит домой к Шарли, чтобы забрать свои вещи. Она насмехается над бывшей подругой и говорит ей, что планирует переехать в Париж с другой подругой, чтобы учиться в колледже, а Шарли застрянет в этом маленьком городке на всю оставшуюся жизнь. Разгневанная Шарли толкает Сару, и она ударяется головой. После этого Сара поднимается, возвращается на кровать и начинает смеяться. Тогда Шарли душит её подушкой. Когда мать Шарли возвращается домой, дочь говорит ей, что «она наверху». Поднявшись в комнату, женщина обнаруживает там тело Сары.

## В ролях
| Актёр           | Роль       |
| --------------- | ---------- |
| Жозефин Жапи    | Шарли      |
| Лу де Лааж      | Сара       |
| Изабель Карре   | Ванесса    |
| Клер Кем        | Лора       |
| Роксана Дюран   | Виктория   |
| Тома Соливерес  | Гастин     |
| Радивойе Буквич | отец Шарли |
| Камилль Кларис  | Дельфина   |

## Критика
Фильм получил в целом положительные оценки критиков. На сайте Rotten Tomatoes его рейтинг составляет 92 %. Критик из The New York Times назвал картину «резкой и мучительно точной» и высоко оценил игру исполнительниц главных ролей. Рецензент из Variety тоже отметил игру актрис, а также работу оператора Арно Потье. «Действительно, небольшой, но впечатляющий триумф „Я дышу“ заключается в том, насколько он заставляет нас чувствовать себя соучастником клаустрофобной взаимной зависимости Шарли и Сары — настолько, что, когда Сара исчезает из жизни Шарли, вы жаждете вернуть её, хотя и понимаете, что это возможно не лучшая идея».

## Награды и номинации
| Награды и номинации                      | Награды и номинации | Награды и номинации           | Награды и номинации     | Награды и номинации |
| Награда                                  | Год                 | Категория                     | Номинант(ы)             | Итог                |
| ---------------------------------------- | ------------------- | ----------------------------- | ----------------------- | ------------------- |
| Атлантский кинофестиваль                 | 2014                | Лучший фильм                  |                         | Номинация           |
| Сезар                                    | 2015                | самой многообещающей актрисе  | Лу де Лааж              | Номинация           |
| Сезар                                    | 2015                | самой многообещающей актрисе  | Жозефин Жапи            | Номинация           |
| Каннский фестиваль                       | 2014                | Лучший квир-фильм             |                         | Номинация           |
| Люмьер                                   | 2015                | за лучшую операторскую работу | Арно Потье              | Номинация           |
| Люмьер                                   | 2015                | самой многообещающей актрисе  | Жозефин Жапи Лу де Лааж | Номинация           |
| Международный кинофестиваль в Стокгольме | 2014                | Лучший фильм                  |                         | Номинация           |